# Magusa albonotata
Magusa albonotata är en fjärilsart som beskrevs av Alfred Ernest Wileman och Reginald James West 1928.
Magusa albonotata ingår i släktet Magusa och familjen nattflyn. Inga underarter finns listade i Catalogue of Life.